# 地域マネジメント学部
地域マネジメント学部（ちいきマネジメントがくぶ、英: Faculty of Regional Management）は、地域の発展と持続可能性を目指すための知識やスキルを提供する学部。
地域の経済、社会、環境の要素を総合的に考慮し、地域の課題を解決するための戦略や計画を策定することを目指している。

## 地域マネジメント学部を持つ大学
- 福島学院大学[1]
- 山陽学園大学

## 同学部に類似する学科・コース等設置大学
- 関西国際大学経営学部 経営学科 地域マネジメント専攻
- 松蔭大学観光文化メディア学部 観光文化学科 リスク・地域マネジメントコース
- 東京農業大学地域環境科学部 地域創成科学科 地域マネジメント分野
- 園田学園女子大学経営学部 ビジネス学科 公共マネジメントコース、国際・地域マネジメントコース
- 山梨県立大学国際政策学部 総合政策学科 地域マネジメントコース
- 豊橋技術科学大学工学部 建築・都市システム学課程 建築・都市システム学系 都市・地域マネジメント学教育研究分野
- 鹿児島大学農学部 農学科 農食産業・地域マネジメントプログラム
- 金沢大学人間社会学域 地域創造学類 地域マネジメントプログラム
- 愛媛大学社会共創学部 地域資源マネジメント学科 農山漁村マネジメントコース
- 北見工業大学工学部 地域マネジメント工学コース（全学科共通で選択可能）

## カリキュラム
- 地域経済学

地域の経済状況や産業構造、地域経済政策に関する基礎的な知識
- 地域社会学

地域の社会構造や地域社会の特徴、地域の課題などについて
- 地域開発論

地域の発展や再生に関する理論や手法
- 地域マネジメント論

地域をマネジメントするための理論や実践方法
- 地域政策論

地域の政策立案や実施に関する知識やスキル
- 地域活性化戦略

地域の活性化を図るための戦略やプロジェクトマネジメント
- 地域資源マネジメント

地域の資源（自然、文化、人材など）を適切に活用するための知識や手法
- 地域マーケティング

地域の魅力を発信し、地域のブランディングや観光振興などを行うためのマーケティング手法

### その他
- 実践的なフィールドワーク
- インターンシップ
- ケーススタディ